# Mario Zovko

Mario Zovko (Mostar, 24. ožujka 1983.) je hrvatski glazbenik, pjevač, kantautor i spisatelj iz Bosne i Hercegovine.

## Glazbena karijera
Mario Zovko, po struci magistar informatike, bas – bariton koji je svojim jedinstvenim glasom osvajao najveće scene u Europi. Osim brojnih solističkih nastupa u europskim metropolama, najveći uspjeh doživio je nakon objavljivanja autorske svečane pjesme Ode to Manchester United. Mario Zovko, veliki je simpatizer te nogometne institucije, te nakon objavljivanja pjesme ljubav je postala obostrana. Primljen je u klub kao počasni član. Spomenuta pjesma postala je jednom od službenih pjesama nogometnog kluba Manchester United te je svečano predstavljena na stadionu Old Trafford (03. studenog 2015.), kao himna večeri u nogometnoj Ligi prvaka. U svibnju 2019. bio je počasni gost na Old Traffordu gdje je svečano dočekan kod Uprave nogometnog kluba Manchester United.
Godine 2020. sklopio je suradnju s bosanskohercegovačkom rock grupom Mustang, s kojom je dogovorio snimanje albuma.
Zahvaljujući inozemnim uspjesima, bio je nominiran za Osobu godine Bosne i Hercegovine, u kategoriji Uspjeh godine, te je tri puta bio proglašavan Osobom dana, također na državnoj razini.

## Književna karijera
Osim glazbom, Zovko se bavi i pisanjem, te je autor proznog djela "Bog i ja: 1 na 1".

## Diskografija
- 2014. Ave Maria Sacred Arias[9]

## Nagrade i priznanja
- 2012. Osoba dana u Bosni i Hercegovini
- 2015. Osoba dana u Bosni i Hercegovini
- 2019. Osoba dana u Bosni i Hercegovini
- Nominacija za Osobu godine 2015. u Bosni i Hercegovini (kategorija Uspjeh Godine)
- Počasni član Manchester United F.C.

## Vanjske poveznice
- Službena stranica